# Iglesia de la Magdalena (Venecia)
La iglesia de Santa María Magdalena (en italiano: chiesa di Santa Maria Maddalena, conocida habitualmente como La Maddalena, es una iglesia de Venecia situada en el sestiere de Cannaregio, que constituye uno de los ejemplos más conocidos de la arquitectura neoclásica veneciana.

## Historia

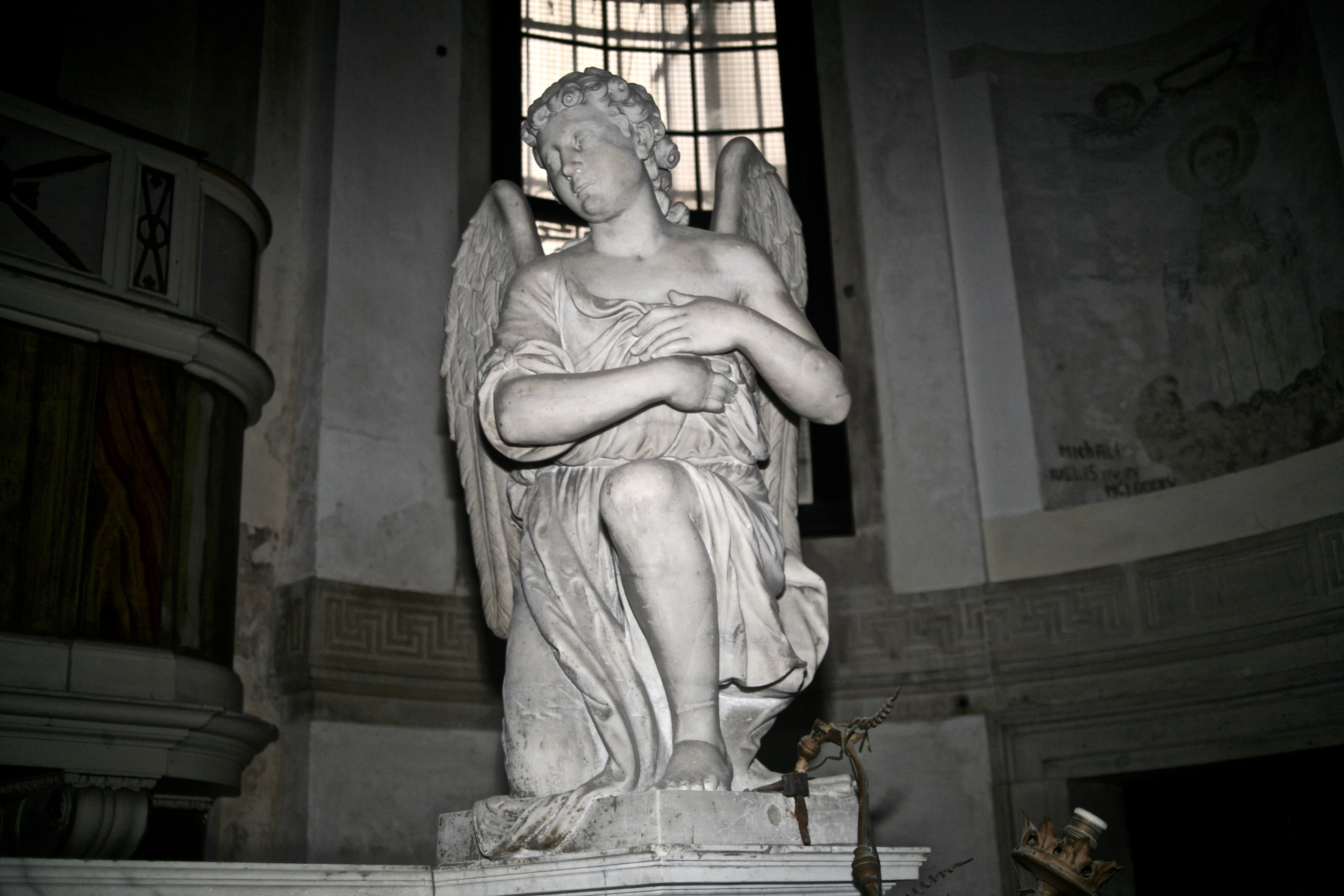
Detalle de una estatua, fotografía de A. Liuzzi.

Se tienen noticias de un edificio religioso construido en el mismo lugar en 1222, propiedad de la familia patricia Baffo (o Balbo). Tras la firma en 1356 de la paz entre Génova y Venecia, el día de Santa Magdalena se convirtió en festivo por decisión del Senado veneciano y la iglesia fue ampliada, incluida también una torre de guardia dedicada a campanario.
A partir de 1763 la iglesia fue reconstruida completamente con una planta circular, según el diseño de Tommaso Temanza, que trasladó su orientación hacia el campo. Las obras terminaron en 1790 bajo la dirección de Giannantonio Selva. En 1810 se revocó su papel de iglesia parroquial y en 1820 fue cerrada, para ser reabierta a continuación como oratorio. En 1888 se demolió el campanario, que estaba en peligro de derrumbe. Actualmente es una iglesia rectorial dependiente de la parroquia de San Marcuola (vicaría de Cannaregio-Estuario, patriarcado de Venecia).

## Descripción

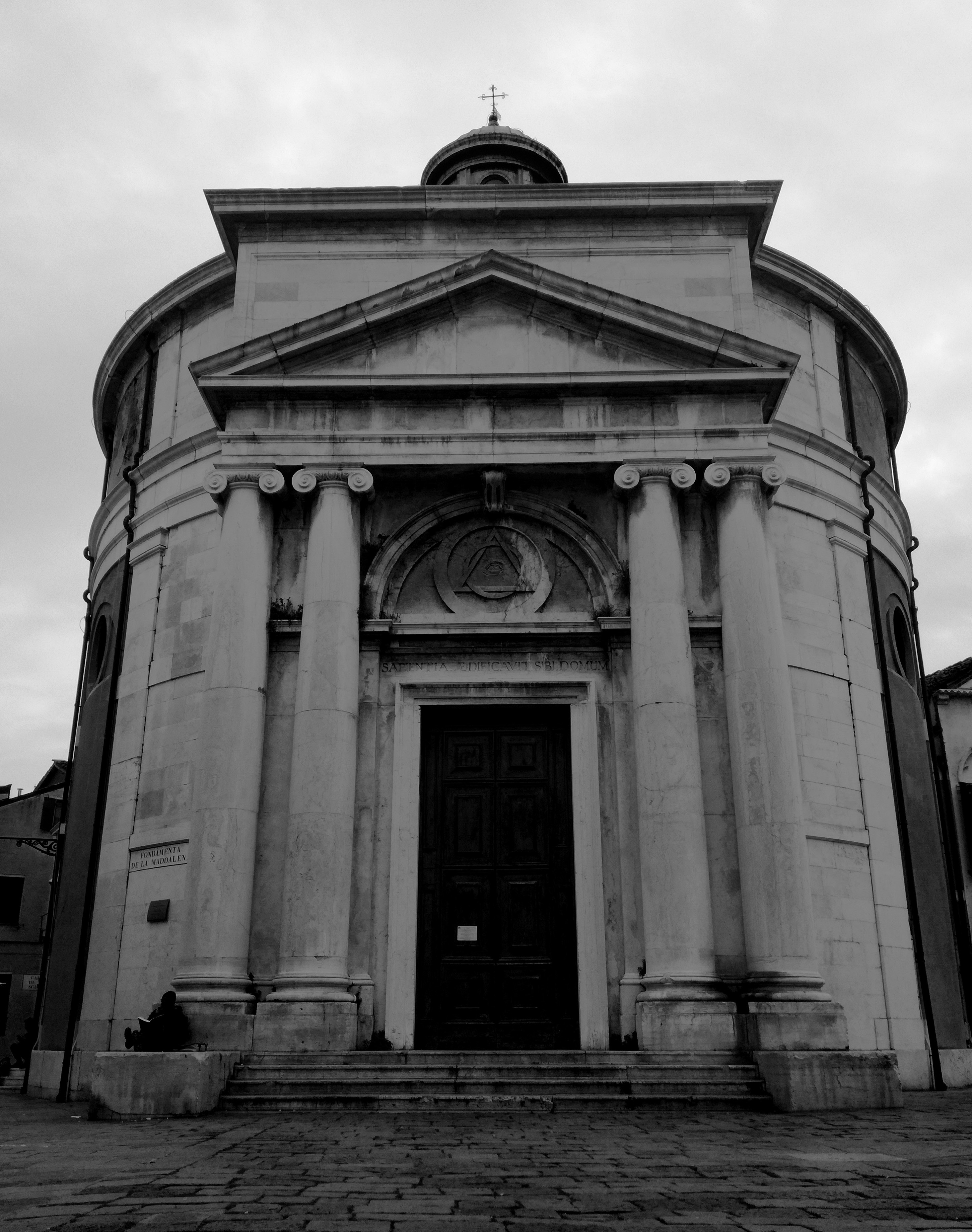
Vista frontal.

La iglesia presenta una planta circular bastante insólita para Venecia (el único otro ejemplo es San Simeon Piccolo), cubierta con una cúpula hemisférica inspirada claramente en la arquitectura de la antigua Roma y en particular en el Panteón, del cual retoma además los escalones en el exterior. También se inspiró en edificios venecianos como la Salute y San Simeon Piccolo, obra esta última de Giovanni Antonio Scalfarotto, maestro y tío de Tommaso Temanza. Las cenizas de Temanza reposan en esta iglesia, apenas pasada la entrada lateral.

### Exterior
De gran valor arquitectónico es el portal, que es en realidad un pronaos acortado, precedido por una breve escalinata y formado por un alto tímpano triangular sostenido por dos parejas de semicolumnas con capitel y entablamento jónicos. Sobre la puerta de entrada hay una luneta con un ojo de la providencia representado dentro de un triángulo entrelazado con un círculo en bajorrelieve, considerado a menudo un símbolo masónico (parece que la familia Baffo pertenecía al orden templario). En el exterior del ábside se encuentra, en el paramento de mármol, un bajorrelieve que data del siglo xv y representa una Virgen con el Niño y santos.

### Interior
En el interior, la planta circular se transforma en hexagonal con cuatro capillas laterales (los otros dos lados están formados por la capilla mayor y por la entrada principal), enmarcadas por arcos de medio punto. El presbiterio cuadrado se desarrolla en anchura con dos exedras laterales, recordando una tradición véneta iniciada por la iglesia del Redentor. El entablamento de la gran cúpula hemisférica con linterna está sostenido por doce columnas jónicas geminadas, entre las cuales se abren pequeñas hornacinas semicirculares a dos niveles: las superiores están ocupadas por estatuas que representan a las santas Magdalena e Inés y los profetas Isaías y David. El interior fue concebido por Temanza como un gran espacio blanco, terminado en marmorino.

### Patrimonio artístico

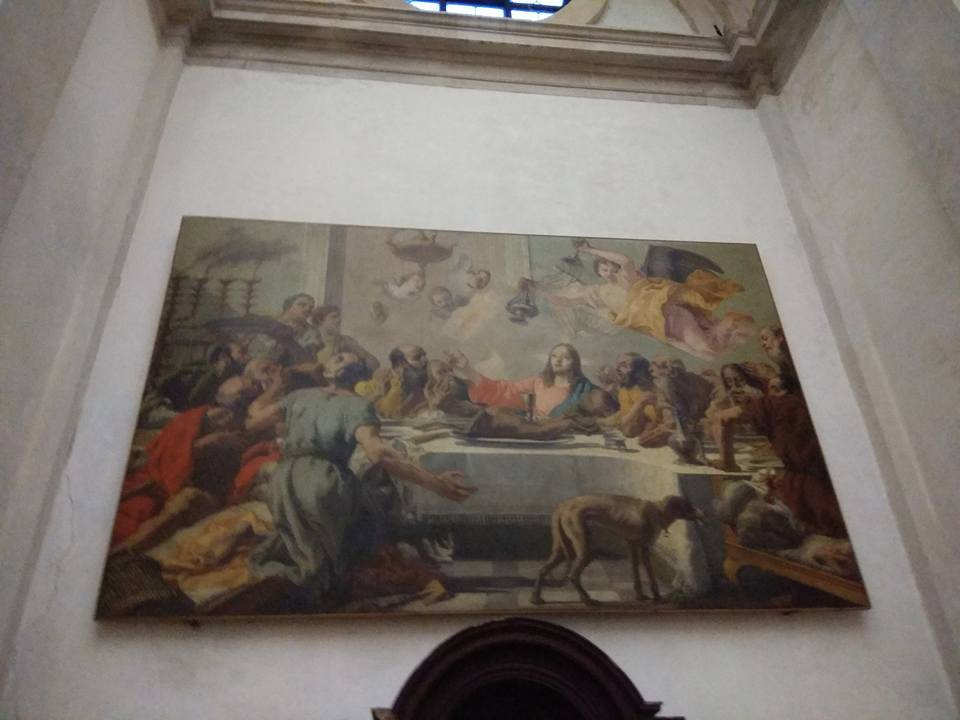
La Última cena de Giandomenico Tiepolo.

La iglesia conserva importantes cuadros del siglo xviii, entre ellos la Última cena de Giandomenico Tiepolo y la Aparición de la Virgen a san Simón Stock de Giuseppe Angeli, además de lienzos del siglo xviii realizados por la escuela de Giovanni Battista Piazzetta.
En 2005, en el curso de restauraciones consistentes en la retirada del enyesado aplicado en el siglo xix para sacar a la luz el originario marmorino del siglo xviii, se descubrió, en la luneta que hay sobre el altar, un fresco alegórico monocromo de Giandomenico Tiepolo que representa la Fe y que originalmente estaba sobre el cuadro de la Última Cena.